# Aglaodorum
Aglaodorum é um género botânico da família  Araceae.
A única espécie do gênero está distribuída por Borneo, Sumatra, Indochina, e Península da Malásia.

## Espécies
Apresenta uma única espécie:
- Aglaodorum griffithii (Schott) Schott

Sinonímia:
- Aglaonema griffithii Schott
- Aglaonema palustre Teijsm. & Binn.